# رودخانه کلارک فورک

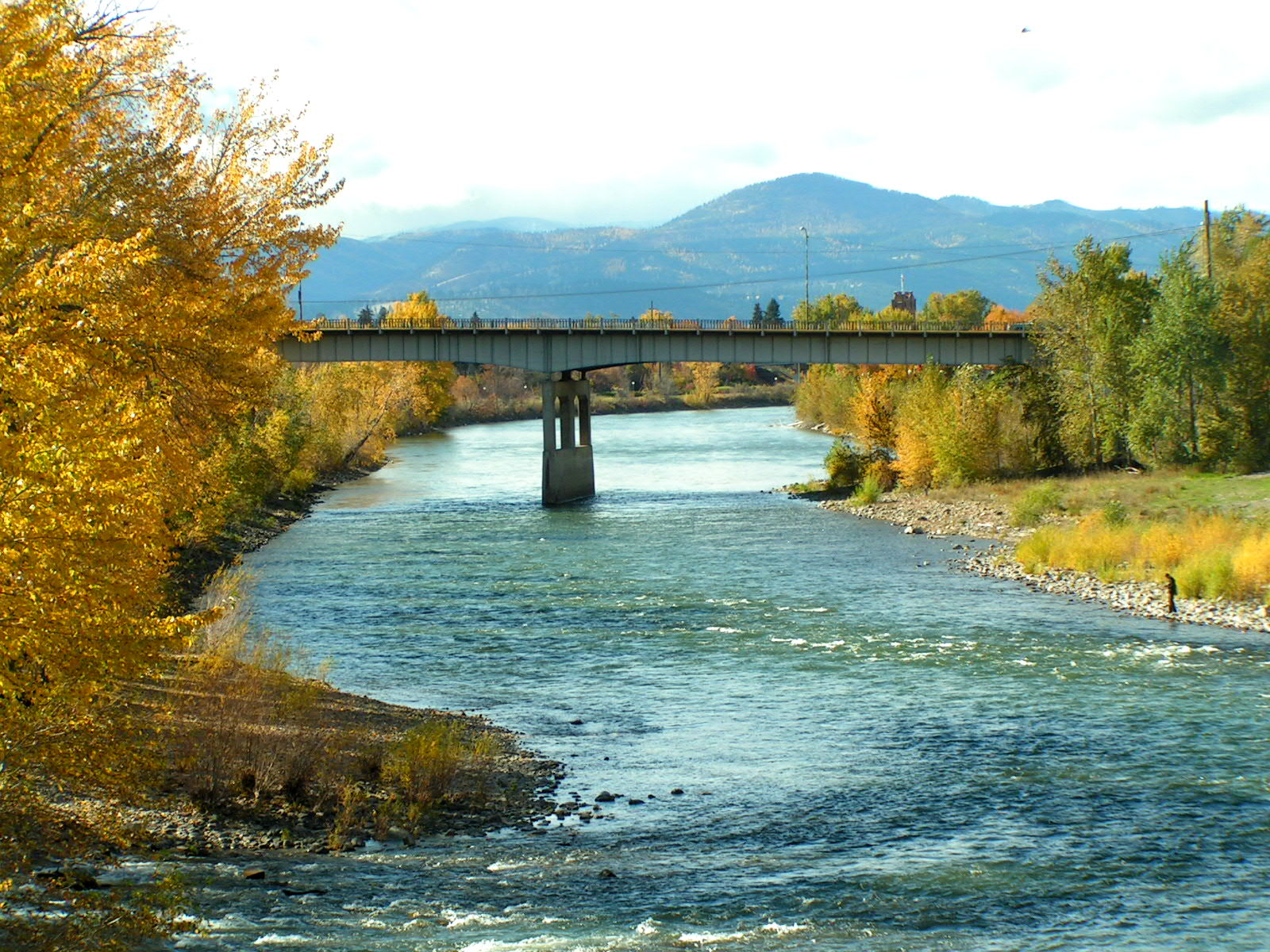
رودخانه کلارک فورک - میزولا (مونتانا)

کلارک فورک یا شاخه کلارک رودخانه کلمبیا، در ایالات مونتانا و آیداهو (ایالات متحده) جریان دارد و طول آن حدود ۵۰۰ کیلومتر (۳۱۰ مایل) است. این رود که به افتخار ویلیام کلارک، از اعضای سفر اکتشافی لوئیس و کلارک، نام‌گذاری شده است، پرآب‌ترین رود ایالت مونتانا محسوب می‌شود و آب‌های گسترده‌ای از کوه‌های راکی در غرب مونتانا و شمال آیداهو را به دریاچه پند اورایل می‌رساند.
این رودخانه مسیر شمال‌غربی‌اش را در دره‌ای طولانی و در پایه رشته‌کوه کابینت طی کرده و در نهایت به دریاچهٔ پند اورایل در ناحیه «ابَرکوب در آیداهو» وارد می‌شود. اگر شاخه پایین‌تر آن – یعنی رودپند اورایل – را نیز به حساب بیاوریم، طول کل مسیر آن به حدود ۷۷۰ کیلومتر می‌رسد و حوضه آبریزش تقریباً ۶۷ هزار کیلومتر مربع است.
رودخانه پند آوریل در آیداهو، واشینگتن و بریتیش کلمبیا، کانادا که آب دریاچه را به کلمبیا در واشینگتن می‌ریزد، گاهی اوقات به عنوان بخشی از کلارک فورک در نظر گرفته می‌شود و طول کل آن ۴۷۹ مایل (۷۷۱ کیلومتر) است. با مساحت زهکشی ۲۵٬۸۲۰ مایل مربع (۶۶٬۹۰۰ کیلومتر مربع). در ۲۰ مایل (۳۲ کیلومتر) در مونتانا نزدیک بوت، به نام سیلور بو کریک شناخته می‌شود. بزرگراه بین ایالتی ۹۰ بخش زیادی از مسیر بالایی رودخانه را از بوت تا سینت ریجیس دنبال می‌کند. بلندترین نقطه در حوزه آبخیز رودخانه، کوه ایوانز با ۱۰٬۶۴۱ فوت (۳٬۲۴۳ متر) در شهرستان دیر لاج، مونتانا در امتداد خط تقسیم قاره‌ای است.کلارک فورک یک رودخانه کلاس I برای اهداف تفریحی در مونتانا از نهر وارم اسپرینگز تا مرز آیداهو است.

## توضیحات

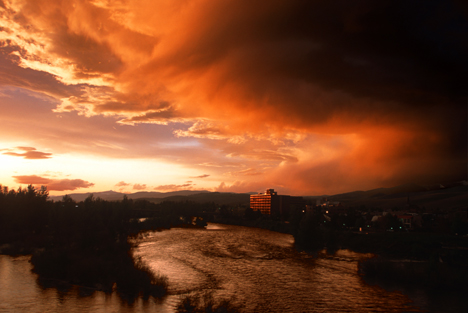
کلارک فورک که از میان مرکز شهر میسولا می‌گذرد (۲۰۰۳)

این رود به‌صورت «سیلور بو کریک» در جنوب‌غرب ایالت مونتانا و در کمتر از ۸ کیلومتری از خط تقسیم قاره‌ای در نزدیکی مرکز شهر بیوت آغاز می‌شود؛ از تلاقی دو نهر بیسین و بلکتِیل. این رودخانه در امتداد دره‌ای در میان کوهستان به سمت شمال‌غرب و سپس شمال جریان می‌یابد و از شرق شهر آنکونداعبور می‌کند. در محل تلاقی با گرمسپرینگز کریک، نام آن به کلارک فورک تغییر می‌یابد. سپس مسیر خود را به‌سوی شمال‌غرب تا شهر دیر لاج ادامه می‌دهد. در نزدیکی دیر لاج، رودخانه لیتل بلک‌فوت به آن می‌پیوندد. پس از آن، رود کلارک فورک به‌طور کلی به سمت شمال‌غرب در غرب مونتانا جریان می‌یابد، از جنوب رشته‌کوه گارنتعبور کرده و به سوی میسولا پیش می‌رود. پنج مایل پیش از رسیدن به میسولا، رود بلک‌فوت نیز به آن ملحق می‌شود.
در شمال‌غرب شهر میسولا، رود کلارک فورک مسیر خود را در دره‌ای طولانی در امتداد دامنه شمال‌شرقی رشته‌کوه بیترروت و از میان جنگل ملی لولو ادامه می‌دهد. در حدود ۸٫۹ کیلومتری غرب مرکز شهر میسولا، این رود از سمت جنوب‌جنوب‌غرب، رودخانه بیترروت را دریافت می‌کند. در امتداد کوه‌های کابینت ، این رودخانه از شرق نزدیک پارادایس به رودخانه فلتید می‌ریزد. این رودخانه تامپسون را از شمال در نزدیکی آبشار تامپسون در جنوب شهرستان ساندرز دریافت می‌کند.
سه سد روی رودخانه کلارک فورک پایینی وجود دارد.
حدود ۱۶۰ کیلومتر شمال‌غرب میسولا، در شهر تامپسون فالز، مجموعه‌ای از چهار سد در سال ۱۹۱۵ بر فراز آبشار طبیعی رودخانه ساخته شد که از طریق جزایر داخل رود به یکدیگر متصل‌اند.
سپس، در نوکسون، مونتانا، سدی در امتداد کوه‌های کابینت و در انتهای شمالی رشته‌کوه بیترروت، نزدیک مرز آیداهو، ساخته شده است. این سد در سال ۱۹۵۹ تکمیل شد و دریاچه‌ای به طول حدود ۳۲ کیلومتر (۲۰ مایل) به وجود آورد.
. مخزن. این رودخانه از شرق شهرستان بونر در شمال آیداهو، بین شهرهای هرن، مونتانا و شهر کابینت، آیداهو عبور می‌کند. در آیداهو، درست پیش از رسیدن به شهر کابینت، رودخانه با سد کابینت گورج مهار می‌شود. این سد در اوایل دهه ۱۹۵۰ تکمیل شد و مخزن آن تا شرق و به درون ایالت مونتانا امتداد می‌یابد.
پس از عبور از سد کابینت گورج (Cabinet Gorge Dam)، رود کلارک فورک وارد بخش شمال‌شرقی دریاچه پند اورایل (Lake Pend Oreille) می‌شود. این نقطه حدود ۱۳ کیلومتر (۸ مایل) در غرب مرز ایالت‌های آیداهو و مونتانا و در نزدیکی شهر کلارک فورک در ایالت آیداهو قرار دارد.